# Didsbury
Pour le bourg canadien, voir Didsbury (Alberta).

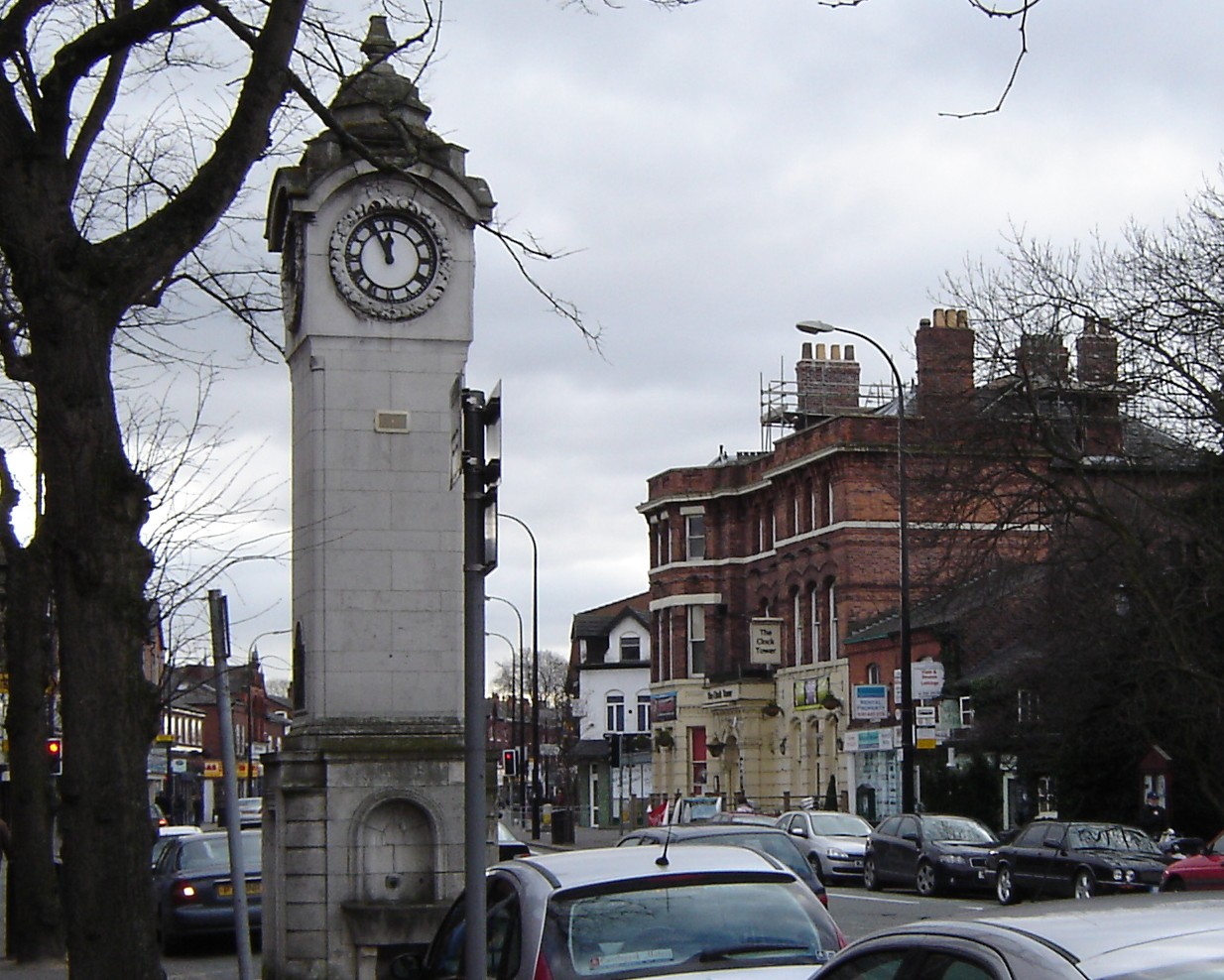
Wilmslow Road, Didsbury

Didsbury est un village suburbain anglais, situé à sept kilomètres au sud de Manchester.
Il a une population de 26788 habitants en 2011.
La Royal Society for the Protection of Birds a été fondée à Didsbury en 1889.